# Gapicomine
Gapicomine (INN) là thuốc giãn mạch vành. Nó đã bị rút khỏi thị trường ở các quốc gia mà nó được sử dụng.
Ngoài ra, gapicomine là thành phần chính trong thuốc bicordin.

## Lịch sử
Gapicomine được phát hiện vào năm 1970 bởi nhà hóa học người Ba Lan Stanisław Biniecki. Nó được xuất bản lần đầu tiên trong một bài báo của Tạp chí Y học và Dược phẩm Ba Lan mô tả về thuốc dẫn xuất bicordin vào năm 1974.